# キガシラハサミムシ
キガシラハサミムシは、ハサミムシ目（革翅目）クギヌキハサミムシ科（Forficulidae）の昆虫。頭部が黄白色であることからこの和名がつけられた。
日中、樹上や草の葉の上にいる。オスは腹部末端に長くて波打つような形の鋏を持つ。その鋏でオス同士が互いに挟みあうことが目撃されている。メスの鋏は短く単純な形をしている。
琉球列島の屋久島、奄美大島、徳之島に分布。国外では中国（浙江省、福建省）、台湾にも分布。

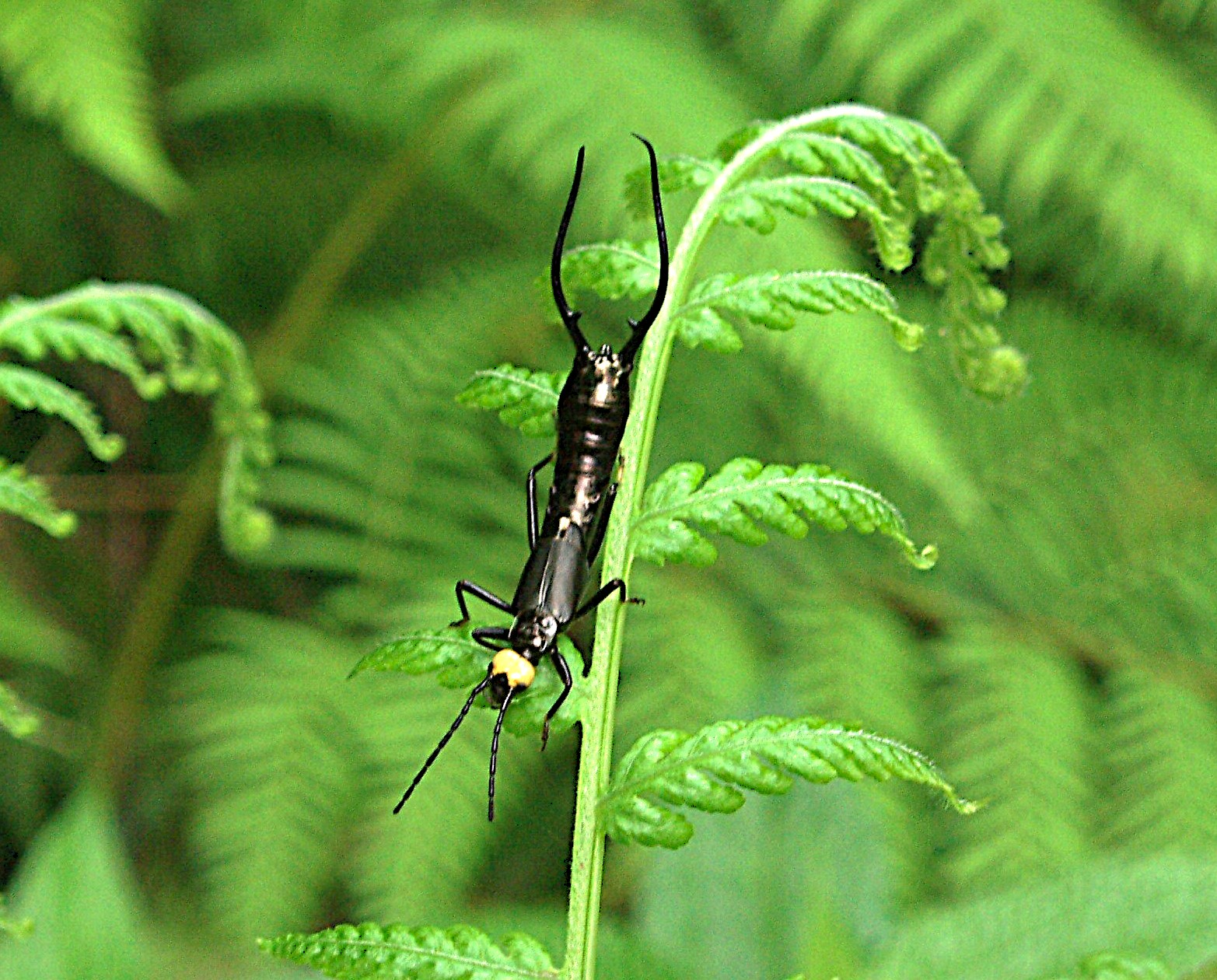
オス（徳之島）
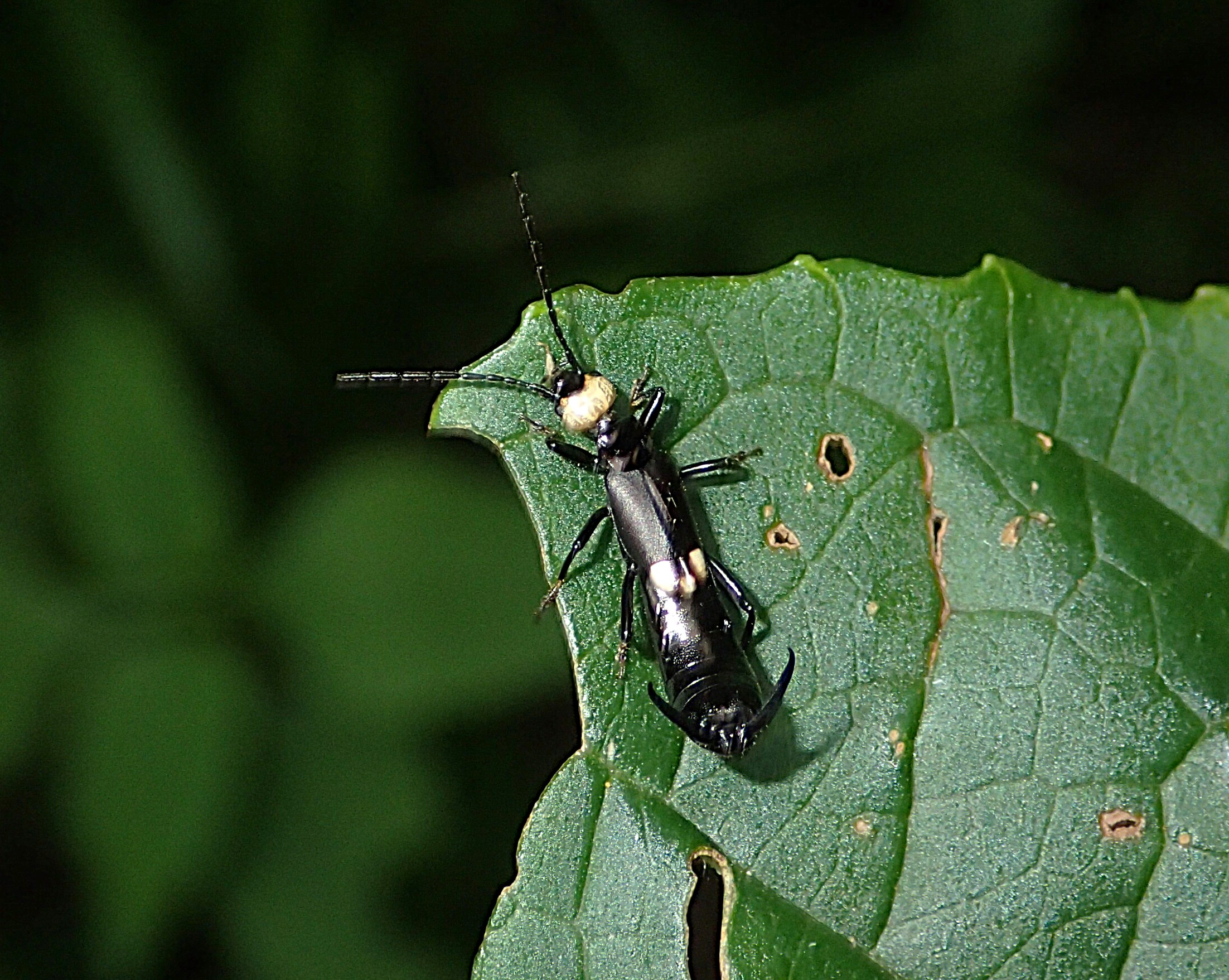
メス